# San Leucio

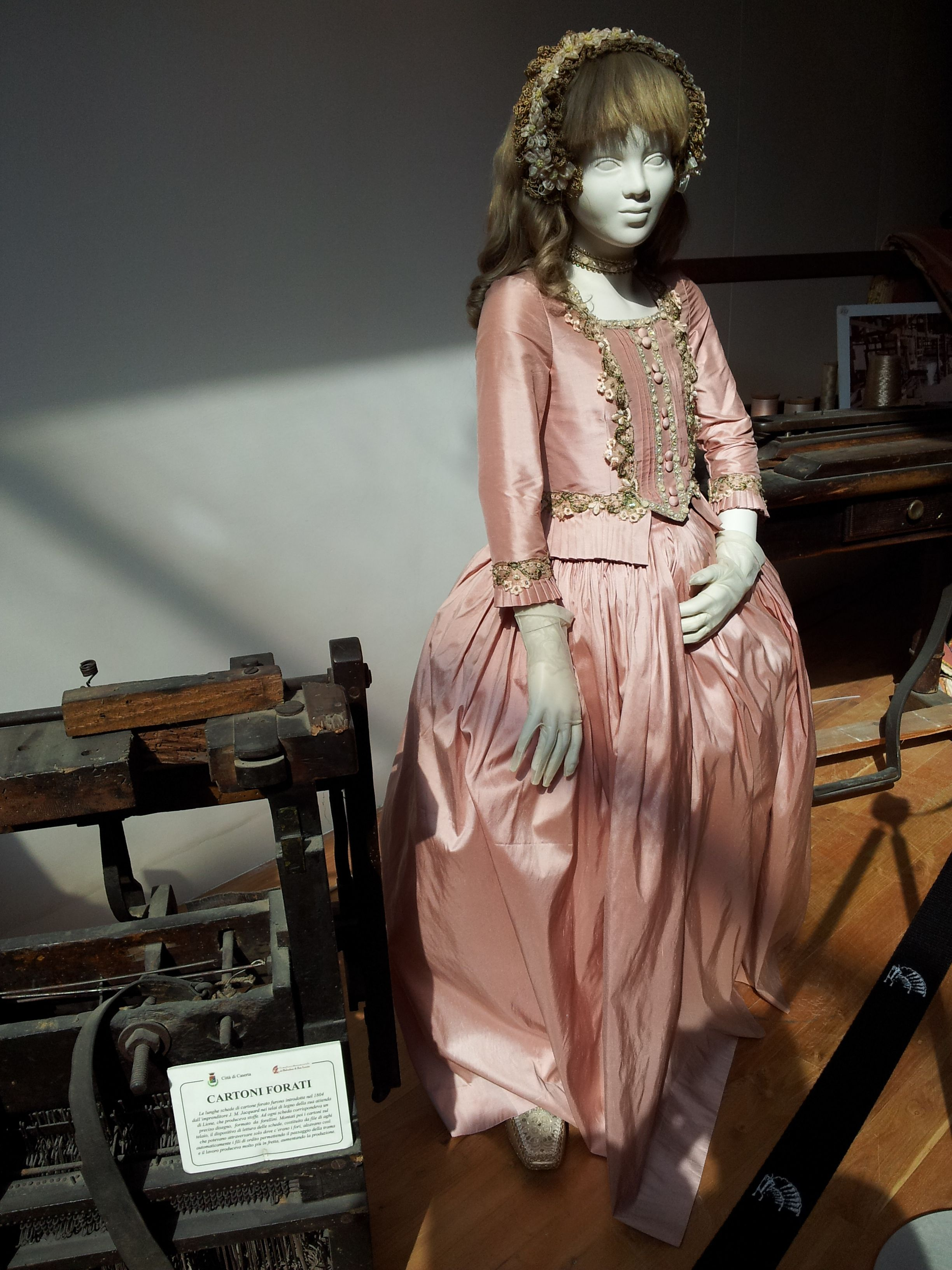
Dámské šaty z expozice muzea

San Leucio je připojená obec městečka Caserta v provincii Kampánie v jižní Itálii. Leží 3,5 km severovýchodně od Caserty ve výšce 145 metrů nad mořem.

## Historie
Roku 1750 vytipoval ministr neapolského krále Bernardo Tanucci, známý svou zálibou v luxusu, tuto lokalitu pro hedvábnickou manufakturu. Roku 1778 pak podle jeho koncepce mladý král Ferdinand I. Neapolsko-Sicilský tuto ideu realizoval. Dal adaptovat královský palác na první továrnu na zpracování hedvábí, projekt byl dílem architekta Francesca Collecini. Tatro kolonie hedvábnictví (italsky "Real Colonia dei Setaioli") vynikala jak rozsahem budov (největší v Itálii), tak technickým vybavením. Po roce 1803 byly zavedeny Jacquardovy uzlovací tkalcovské stroje, které umožňovaly velkosériovou produkci hedvábných tkanin.

## Muzeum hedvábí
Dochoval se komplex těchto architektonicky významných budov hedvábnické továrny s částí původního strojního zařízení, které slouží jako muzeum. Součástí expozice jsou také historické oděvy z hedvábí. 
V roce 1997 byly zdejší památky spolu s královským palácem Casertou a akvaduktem Vanvitelli zařazeny mezi kulturní památky světového dědictví UNESCO.